# Luc Orient
Luc Orient è una serie di fumetti di fantascienza belga con protagonista un personaggio omonimo, creata nel 1967 dallo scrittore Greg e dall'artista Eddy Paape . Appartiene alla famiglia dei fumetti franco-belgi.

## Storia editoriale
Luc Orient è stato originariamente serializzato sulla rivista settimanale Tintin a partire dal 17 gennaio 1967. Era una delle numerose serie lanciate contemporaneamente dall'allora editore Greg per rinnovare la rivista. Le avventure di Luc Orient furono poi raccolte in una serie di graphic novel dalle Éditions du Lombard, a partire dal 1969.
La serie è continuata regolarmente con uno o due volumi all'anno fino all'episodio 13, L'enclume de la foudre, uscito nel 1978. Dopo che Tintin cessò la pubblicazione nel 1978 (in seguito a diversi cambi di nome), gli episodi successivi furono pubblicati sporadicamente. La serie doveva essere ristampata in un'edizione omnibus, due volumi in uno, da Pictoris Studio, con il titolo L'intégrale de Luc Orient ; ma tra il 1998 e il 1999 sono apparsi solo tre tomi (cioè i primi sei volumi).
In Italia le storie del personaggio sono state pubblicate a partire dagli anni '60 sul Corriere dei Piccoli e sugli Albi Ardimento. Successivamente è apparso su Lanciostory
. Nel 2016 la collana Avventura della Gazzetta dello Sport ha pubblicato in 9 albi le prime 18 storie.

## Sinossi
Luc Orient, il professor Hugo Kala del laboratorio Eurocristal e la sua segretaria Lora, condividono diverse avventure che coinvolgono alieni e misteri scientifici. All'inizio, il trio scopre un'astronave arenata con un equipaggio alieno in letargo; L'arrivo del professor Kala porta speranza ai profughi del pianeta Terango (episodi 1-2). Quindi il trio si reca su Terango per contrastare il malvagio tiranno Sectan che complotta per invadere la Terra (episodi 3-5). Le avventure successive coinvolgono una serie di misteri scientifici. Luc e Lora acquisiscono superpoteri temporanei nell'episodio 6.